# Brachurapteryx ardania
Brachurapteryx ardania là một loài bướm đêm trong họ Geometridae.